# 자오조르스크

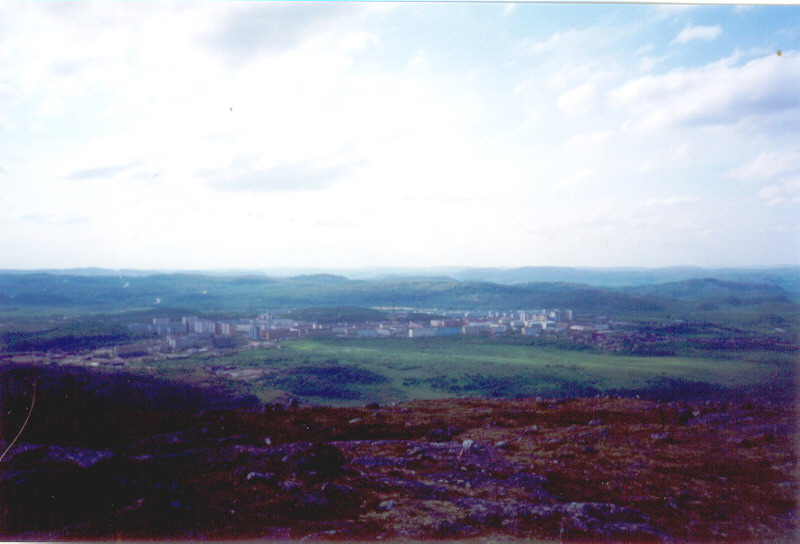
자오조르스크

자오조르스크(러시아어: Заозёрск)는 러시아 무르만스크주에 위치한 도시로 인구는 11,199명(2010년 기준)이다.
노르웨이 국경과 가깝다
1958년에 신설되었으며 과거에는 자오조르니(Заозёрный), 세베로모르스크-7(Североморск-7), 무르만스크-150(Мурманск-150)이라는 이름으로 알려졌던 폐쇄 도시이다. 1981년에 도시 지위를 부여받았다. 

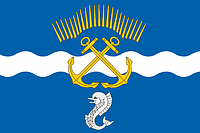
시기
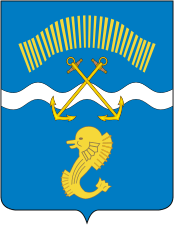
시 문장